# 제42회 골든 글로브상
제42회 골든 글로브상은 1984년 상영된 영화 중 가장 뛰어난 영화를 수상하기 위해 1985년 1월에 열린 시상식이다. 미국,캘리포니아/비버리 힐튼 호텔에서 개최되었다.

## 수상 및 후보

### 세실 B. 데밀 상
- 엘리자베스 테일러 수상

### 작품상-드라마
- 아마데우스 - 밀로스 포먼 수상
- 커튼 클럽 - 프란시스 포드 코폴라
- 킬링 필드 - 롤랑 조페
- 마음의 고향 - 로버트 벤튼
- 솔저 스토리 - 노만 주이슨

### 여우주연상-드라마
- 마음의 고향 - 샐리 필드 수상
- 살아가는 나날들 - 씨씨 스페이식
- 보스톤 사람들 - 바네사 레드그레이브
- 컨츄리 - 제시카 랭
- 소펠 부인 - 다이안 키튼

### 남우주연상-드라마
- 아마데우스 - F. 머레이 아브라함 수상
- 아마데우스 - 톰 헐스
- 킬링 필드 - 샘 워터스톤
- 스타맨 - 제프 브리지스
- 볼케이노 - 앨버트 피니

### 작품상-뮤지컬코미디
- 로맨싱 스톤 - 로버트 제멕키스 수상
- 스플래쉬 - 론 하워드
- 비버리 힐스 캅 - 마틴 브레스트
- 고스트버스터즈 - 이반 라이트만
- 하나를 위한 삼중주 - 블레이크 에드워즈

### 여우주연상-뮤지컬코미디
- 로맨싱 스톤 - 캐슬린 터너 수상
- 브로드웨이의 대니 로즈 - 미아 패로우
- 가보 토크 - 앤 밴크로프트
- 우리 딸은 못 말려 - 쉘리 롱
- 두 영혼의 남자 - 릴리 톰린

### 남우주연상-뮤지컬코미디
- 하나를 위한 삼중주 - 더들리 무어 수상
- 두 영혼의 남자 - 스티브 마틴
- 발디미르의 선택 - 로빈 윌리엄스
- 비버리 힐스 캅 - 에디 머피
- 고스트버스터즈 - 빌 머레이

### 여우조연상
- 인도로 가는 길 - 페기 아쉬크로프트 수상
- 위험한 유혹 - 크리스틴 라티
- 송라이터 - 레슬리 앤 워렌
- 볼케이노 - 재클린 비셋
- 침실의 표적 - 멜라니 그리피스
- 우리 딸은 못 말려 - 드류 배리모어
- 내츄럴 - 킴 베이싱어

### 남우조연상
- 킬링 필드 - 행 S. 응고르 수상
- 솔저 스토리 - 아돌프 캐서
- 베스트 키드 - 팻 모리타
- 아마데우스 - 제프리 존스
- 플라밍고 클럽 - 리처드 크레나

### 외국어 영화상
- 인도로 가는 길 - 데이빗 린 수상
- 카르멘 - 프란체스코 로시
- 위험한 행마 - Richard Dembo
- 파리 텍사스 - 빔 벤더스
- 시골의 어느 하루 - 베르트랑 타베르니에

### 감독상
- 아마데우스 - 밀로스 포먼 수상
- 커튼 클럽 - 프란시스 포드 코폴라
- 원스 어폰 어 타임 인 아메리카 - 세르지오 레오네
- 인도로 가는 길 - 데이빗 린
- 킬링 필드 - 롤랑 조페

### 각본상
- 아마데우스 - 피터 쉐퍼 수상
- 인도로 가는 길 - 데이빗 린
- 마음의 고향 - 로버트 벤튼
- 킬링 필드 - 브루스 로빈슨
- 솔저 스토리 - 찰스 풀러

### 음악상
- 인도로 가는 길 - 모리스 자르 수상
- 스타맨 - 잭 닛쉐
- 킬링 필드 - 마이크 올드필드
- 원스 어폰 어 타임 인 아메리카 - 엔니오 모리꼬네
- 살아가는 나날들 - 존 윌리엄스

### 주제가상
- 우먼 인 레드 - 스티비 원더 수상
- 어게인스트 - 필 콜린스
- 자유의 댄스 - Kenny Loggins
- 고스트버스터즈 - Ray Parker Jr.
- 기브 미이 리가드 투 브로드 스트리트 - 폴 매카트니

## 같이 보기
- 제57회 아카데미상
- 제5회 골든 래즈베리상
- 제38회 영국 아카데미 영화상